# Mimetus nelsoni
Mimetus nelsoni là một loài nhện trong họ Mimetidae.
Loài này thuộc chi Mimetus. Mimetus nelsoni được miêu tả năm 1950 bởi Archer.